# چشوو (شهرستان وژشنیا)
چشوو (به لهستانی:  Czeszewo) یک روستا در لهستان است که در گمینا میووسواو واقع شده‌است. چشوو ۷۲۰ نفر جمعیت دارد.